# LY-404187
Y-404187は、イーライリリー・アンド・カンパニーによって開発されたAMPA受容体陽性アロステリック調節因子である。ビアリールプロピルスルホンアミド系のAMPA型グルタミン酸受容体増強薬である。
LY-404187は動物実験で認知機能を増強することが示されており、抗うつ作用が示唆されているほか、統合失調症、パーキンソン病、注意欠如多動症（ADHD）の治療にも利用できる可能性がある。これらの作用は、AMPA型グルタミン酸受容体増強作用に次ぐ複数の作用機序により媒介されるようであるが、研究で見られた顕著な効果は、脳内の脳由来神経栄養因子（BDNF）レベルの上昇であった。イーライリリー・アンド・カンパニーはビアリールプロピルスルホンアミド誘導体の全ファミリーを開発しており、現段階ではどの化合物がさらなる開発のために選択されるかは不明であるが、ヒトでの試験へと続けられる可能性がある。